# Liste de bassistes de heavy metal
Cet article est une liste de bassistes de heavy metal, classés par ordre alphabétique. La première colonne comporte le nom des bassistes tandis que la seconde liste leur pays d'origine.

## Liste
| Abbath                      | Norvège              |
| Michael Anthony             | États-Unis           |
| Apollyon                    | Norvège              |
| Tom Araya                   | Chili / États-Unis   |
| Reginald « Fieldy » Arvizu, | États-Unis           |
| Karin Axelsson              | Suède                |
| Peter Baltes                | Allemagne            |
| Jo Bench                    | Royaume-Uni          |
| Glen Benton                 | États-Unis           |
| Joe Bouchard                | États-Unis           |
| Evan Brewer                 | États-Unis           |
| Rex Brown                   | États-Unis           |
| Cliff Burton,               | États-Unis           |
| Geezer Butler,              | Royaume-Uni          |
| Erlend Caspersen            | Norvège              |
| Chi Cheng                   | États-Unis           |
| Johnny Christ               | États-Unis           |
| Greg Christian,             | États-Unis           |
| Les Claypool                | États-Unis           |
| Scott Clendenin             | États-Unis           |
| Bob Daisley                 | Australie            |
| Joey DeMaio                 | États-Unis           |
| Steve DiGiorgio,            | États-Unis           |
| Leif Edling                 | Suède                |
| David Ellefson              | États-Unis           |
| Dave Farrell                | États-Unis           |
| Geórgios Germenís           | Grèce                |
| Martin Glover               | Royaume-Uni          |
| Paul Gray                   | États-Unis           |
| Paolo Gregoletto            | États-Unis           |
| Markus Grosskopf            | Allemagne            |
| Patrice Guers               | France               |
| Steve Harris,               | Royaume-Uni          |
| Franck Hermanny             | France               |
| Marco Hietala               | Finlande             |
| Ian Hill                    | Royaume-Uni          |
| Rob Holliday                | Royaume-Uni          |
| Yves Huts                   | Pays-Bas             |
| ICS Vortex                  | Norvège              |
| Peter Iwers                 | Suède                |
| Lemmy Kilmister,            | Royaume-Uni          |
| King Ov Hell                | Norvège              |
| Michael Lepond,             | États-Unis           |
| James LoMenzo               | États-Unis           |
| Ryan Martinie               | États-Unis           |
| James McDonough             | États-Unis           |
| Duff McKagan                | États-Unis           |
| Martin Mendez               | Uruguay / Suède      |
| Thomas Miller               | États-Unis           |
| Ronald "Wolf" Möbus         | Allemagne            |
| Pascal Mulot                | France               |
| John Myung,                 | États-Unis           |
| Jason Newsted               | États-Unis           |
| Rob « Blasko » Nicholson    | États-Unis           |
| Shavo Odadjian              | Arménie / États-Unis |
| Orion                       | Pologne              |
| Twiggy Ramirez              | États-Unis           |
| Paul Raven                  | Royaume-Uni          |
| Oliver Riedel               | Allemagne            |
| Rudy Sarzo                  | Cuba                 |
| Taiji Sawada                | Japon                |
| Henkka Seppälä              | Finlande             |
| Billy Sheehan               | États-Unis           |
| Gene Simmons                | Israël / États-Unis  |
| Nikki Sixx                  | États-Unis           |
| Tim Sköld                   | Suède                |
| Peter Steele                | États-Unis           |
| Jørn Stubberud              | Norvège              |
| Peter Tägtgren              | Suède                |
| Jean-Yves Thériault         | Canada               |
| Jeroen Paul Thesseling      | Pays-Bas             |
| Robert Trujillo             | États-Unis           |
| Wolfgang Van Halen          | États-Unis           |
| Varg Vikernes               | Norvège              |
| David Vincent               | États-Unis           |
| Alex Webster,               | États-Unis           |
| Sean Yseult                 | États-Unis           |